# Josefine Helleday
Josefine Marie Edit Tekla Helleday, född 11 januari 1998 i Klosters församling i Eskilstuna, är en svensk socialdemokratisk politiker och jurist. Hon är sedan den 1 januari 2023 vice ordförande i kommunstyrelsen i Eskilstuna kommun och kommunalråd med ansvar för trygghetsfrågor. Helleday är även ledamot i styrelsen för Campus Bommersvik AB och ingår i Tankesmedjan Tidens redaktionsråd.

## Biografi
Helleday läste samhällsvetenskapsprogrammet vid S:t Eskils gymnasium i Eskilstuna, där bland andra politikerna Ulf Kristersson, Maria Wetterstrand och Henrik Landerholm tidigare studerat. Hon är utbildad jurist vid Stockholms universitet. Helleday engagerade sig i SSU under gymnasietiden och var under perioden 2017-2019 ordförande i SSU Sörmland. I augusti 2019 valdes hon in i SSU:s förbundsstyrelse och innehade posten i två år.
Under 2021 arbetade Helleday som politisk sakkunnig hos dåvarande inrikesminister Mikael Damberg på Justitiedepartementet och ansvarade bland annat för frågor rörande civilt försvar, cybersäkerhet och polisiära frågor. 
Mellan åren 2019-2022 var Helleday vice ordförande i gymnasienämnden i Eskilstuna kommun. Efter valet 2022 utsågs Helleday till vice ordförande i kommunstyrelsen i Eskilstuna och kommunalråd med ansvar för trygghetsfrågor. Hon blev med sina 24 år det yngsta kommunalrådet genom tiderna i Eskilstuna.